# (7906) Mélanchthon
Pour les articles homonymes, voir Mélanchthon (homonymie).
(7906) Mélanchthon, désignation internationale (7906) Melanchton, est un astéroïde de la ceinture principale.

## Description
(7906) Mélanchthon est un astéroïde de la ceinture principale. Il fut découvert par Cornelis Johannes van Houten, Ingrid van Houten-Groeneveld et Tom Gehrels le 24 septembre 1960 à l'observatoire Palomar. Il présente une orbite caractérisée par un demi-grand axe de 3,05 UA, une excentricité de 0,143 et une inclinaison de 9,98° par rapport à l'écliptique.
Il fut nommé en hommage à Philippe Mélanchthon (1497-1560), réformateur allemand qui travailla étroitement auprès de Martin Luther.

## Compléments